# 迷路炎
迷路炎（英文：Labyrinthitis），又称内耳炎（Otitis interna），是指内耳的炎症，即内耳迷路（骨迷路、膜迷路）受到感染發炎。迷路炎影响内耳迷路的耳蜗和前庭系统，常由病毒感染导致，可造成长时间的眩晕、恶心、耳鸣甚至听觉障碍。极少数情况可造成永久性听觉丧失。
迷路炎与前庭神经炎（英文：Vestibular neuritis；又称前庭神经元炎，Vestibular neuronitis）联系密切，有时混称，但后者实际指前庭神经发炎，可造成长时间眩晕而无严重听力损失。前庭神经为前庭耳蜗神经的一个分支，与人体的平衡觉相关。

## 致病机制
迷路炎与前庭神经炎致病机制不完全明确。迷路炎可进一步分为浆液性和化脓性两类：
- 浆液性迷路炎即病毒性迷路炎（较常见），由内耳迷路的病毒感染所致，听力损失和眩晕的程度较化脓性为轻，听力损失通常可以恢复。
- 化脓性迷路炎即细菌性迷路炎（较少见），由细菌直接感染内耳所致，继发于中耳炎或脑膜炎，通常表现为重度到极重度听力下降和眩晕。

此外，迷路炎与前庭神经炎的出现也可由于脑部受伤、极度压力、过敏或是药物影响。部分患者在发病前得过普通感冒（约30%）或流感。也有疱疹病毒感染的病例。乘飞机和水肺潜水时，周围环境压力突变也可造成该病发作。
该病发生率约每10万人口中有3.5例，大部分年龄为30-60岁，主要为40-50岁，但无明显性别差异。

## 症状
迷路炎与前庭神经炎均起病急，一次发作持续数分钟至数小时，可出现眩晕、失衡、耳鸣、耳内膨胀感/阻塞感、恶心、呕吐、视觉跳跃（由于眼部不受控运动/眼球震颤）。迷路炎一般在几天内结束，但部分持续症状可能持续数周或数月才完全消退。

## 诊断
依据病史，进行体格检查、听力学检查、眼震电图检测或核磁共振成像（MRI）。诊断时要排除其它可导致眩晕的疾病，譬如良性阵发性姿势性眩晕、梅尼埃病。还有一些更严重的疾病与迷路炎有相同的临床特征，尤其是中枢神经系统的急性血管病变，因此必须准确区分，以避免并发症和死亡。

## 治疗
迷路炎与前庭神经炎一般可自行恢复。较严重的患者可服用前庭抑制剂、止吐药或其它抑制眩晕的药物，比如美克洛嗪、劳拉西泮、Prochlorperazine等。由于大多数感染为病毒性，故抗生素治疗可能无效。